# 穆罕默德·辛瓦爾
穆罕默德·易卜拉欣·哈桑·辛瓦爾（阿拉伯语：محمد إبراهيم حسن السنوار；1975年9月16日—2025年5月13日）是哈马斯旗下武裝組織伊宰·丁·卡桑烈士旅的指揮官。他的哥哥叶海亚·辛瓦尔曾身兼加薩走廊行政當局負責人和哈马斯政治局主席，但隨著葉海亞在以色列—哈馬斯戰爭中遭以色列擊殺身亡，穆罕默德正式接任加薩走廊行政當局負責人一職。
穆罕默德·辛瓦爾曾於1990年代監禁在以色列和巴勒斯坦自治政府的監獄多年，被釋放後於2005年成為哈瑪斯汗尤尼斯旅的領導人。以色列對他曾發動多次暗殺行動，最終於2025年5月13日成功將他擊殺。

## 早年人生
穆罕默德·辛瓦爾於1975年出生在汗尤尼斯难民营。辛瓦爾的家族原本住在馬伊達爾-阿什克隆（如今的阿什凯隆，屬於以色列），但在1948年阿以戰爭期間逃亡至加薩走廊。辛瓦爾於1991年加入哈馬斯。

## 軍事生涯
穆罕默德·辛瓦爾於1991年加入哈瑪斯，並成為其旗下武裝組織伊宰·丁·卡桑烈士旅的成員。他的意識形態深深受到哈瑪斯共同創始人阿卜杜勒-阿齐兹·兰提西的影響。隨著時間的推移，他在該組織的地位不斷提升，最終成為其聯合參謀長之一，與穆罕默德·戴夫、薩阿德·阿拉比德（Sa'ad al-Arabid，於2003年暗殺身亡）、马尔万·伊萨等哈馬斯指揮官關係密切。
辛瓦爾參與了第一次巴勒斯坦大起義，並於1991年因涉嫌參與恐怖攻擊而被以色列逮捕，在凱齊奧特監獄服刑9個月後就被釋放。辛瓦爾之後在戴夫的策畫下，於1992年參與了以色列士兵阿隆·卡拉瓦尼（Alon Karavani）的綁架與謀殺行動。辛瓦爾之後他又被巴勒斯坦自治政府在拉姆安拉逮捕，囚禁3年後就越獄。以色列情報部門對穆罕默德·辛瓦爾的了解甚少，阿拉伯官員也聲稱他大部分時間都在「幕後」活動，因此給他取了「影子」這個綽號。
到了2005年，穆罕默德·辛瓦爾成為哈瑪斯汗尤尼斯旅的領導人，參與2006年加薩跨境攻擊、綁架以色列士兵吉拉德·沙利特，並成功以他做為交換、釋放包括哥哥叶海亚·辛瓦尔在內的1027名巴勒斯坦囚犯。
截至2021年以巴危机，以色列曾六度試圖暗殺穆罕默德·辛瓦爾。哈馬斯曾宣布辛瓦爾於2014年加薩戰爭期間死亡，但後來發現此宣告不實，以方情報部門研判辛瓦爾藏身於加薩地道中。
辛瓦爾在2022年接受半島電視台採訪時聲稱，由於他名不見經傳，大多數加薩民眾不會認出他。為了保守秘密，他沒有參加父親的葬禮。在採訪中，當談到以色列過去對他的暗殺行動以及與以色列的衝突時，他表示：「對我們來說，向特拉維夫發射火箭彈比喝水還容易。」
以色列指控穆罕默德·辛瓦爾是2023年10月7日阿克薩洪水行動的謀劃者之一。以色列將穆罕默德·辛瓦爾列為在加薩軍事行動中的頭號目標之一，並懸賞30萬美元尋找他的下落。 
隨著其兄—哈瑪斯領袖叶海亚·辛瓦尔於2024年10月17日遭以色列國防軍（IDF）擊斃，穆罕默德·辛瓦爾隨即控制了卡桑烈士旅的行動，並穩坐加薩走廊最資深哈瑪斯領導人的地位。在他的指揮下，卡桑烈士旅大力招募新戰士，並增加針對以色列軍隊的打帶跑攻擊。

## 死亡
2025年5月13日，IDF與辛貝特聲稱當天以色列空襲的目標是躲在汗尤尼斯加沙歐洲醫院地下掩體的穆罕默德·辛瓦爾。加沙走廊衛生部稱，這起襲擊造成26人死亡，但辛瓦爾的生死尚且不明。據沙烏地阿拉伯新聞頻道事件新聞台的報導，辛瓦爾與卡桑烈士旅拉法旅旅長穆罕默德·沙巴納被發現陳屍在地道中。以色列國防部長伊斯雷尔·卡茨稱「據種種跡象都已說明穆罕默德·辛瓦爾已被消滅」。哈瑪斯外交官歐薩馬·哈姆丹則稱加薩走廊的哈瑪斯成員均回報辛瓦爾還活著。2025年5月28日，以色列總理班傑明·納坦雅胡宣布辛瓦爾已被擊斃，IDF與辛貝特則在5月31日證實辛瓦爾已死。IDF於2025年6月8日聲稱在汗尤尼斯「歐洲醫院地下通道」發現了辛瓦爾的屍體。

## 註記和參考資料

### 註記
1. ↑  自從達利斯於2025年3月18日在加沙戰爭中因死於空襲之後，一組由15人組成的「社區支持委員會」（Community Support Committee）開始接替他的崗位。[2]